# Pius Kerketta
 (mai 2025).
Si vous disposez d'ouvrages ou d'articles de référence ou si vous connaissez des sites web de qualité traitant du thème abordé ici, merci de compléter l'article en donnant les références utiles à sa vérifiabilité et en les liant à la section « Notes et références ».
Pour les articles homonymes, voir Kerketta.
Pius Kerketta, né le 11 mars 1910 à Pithra, au Jharkhand (Inde) et décédé le 20 mai 1993, à Mandar (Ranchi), en Inde, est un prêtre jésuite indien (Kharia), supérieur provincial des Jésuites, puis archevêque de Ranchi de 1961 à 1985. Il participa aux quatre sessions du concile Vatican II.

## Biographie
Né le 11 mars 1910 dans une famille indigène Kharia à Pithra, au Chota Nâgpur, le jeune Pius entre au noviciat des Jésuites le 3 juin 1930. Après avoir suivi le cours usuel de la formation spirituelle et intellectuelle jésuite il est ordonné prêtre le 21 novembre 1943. 

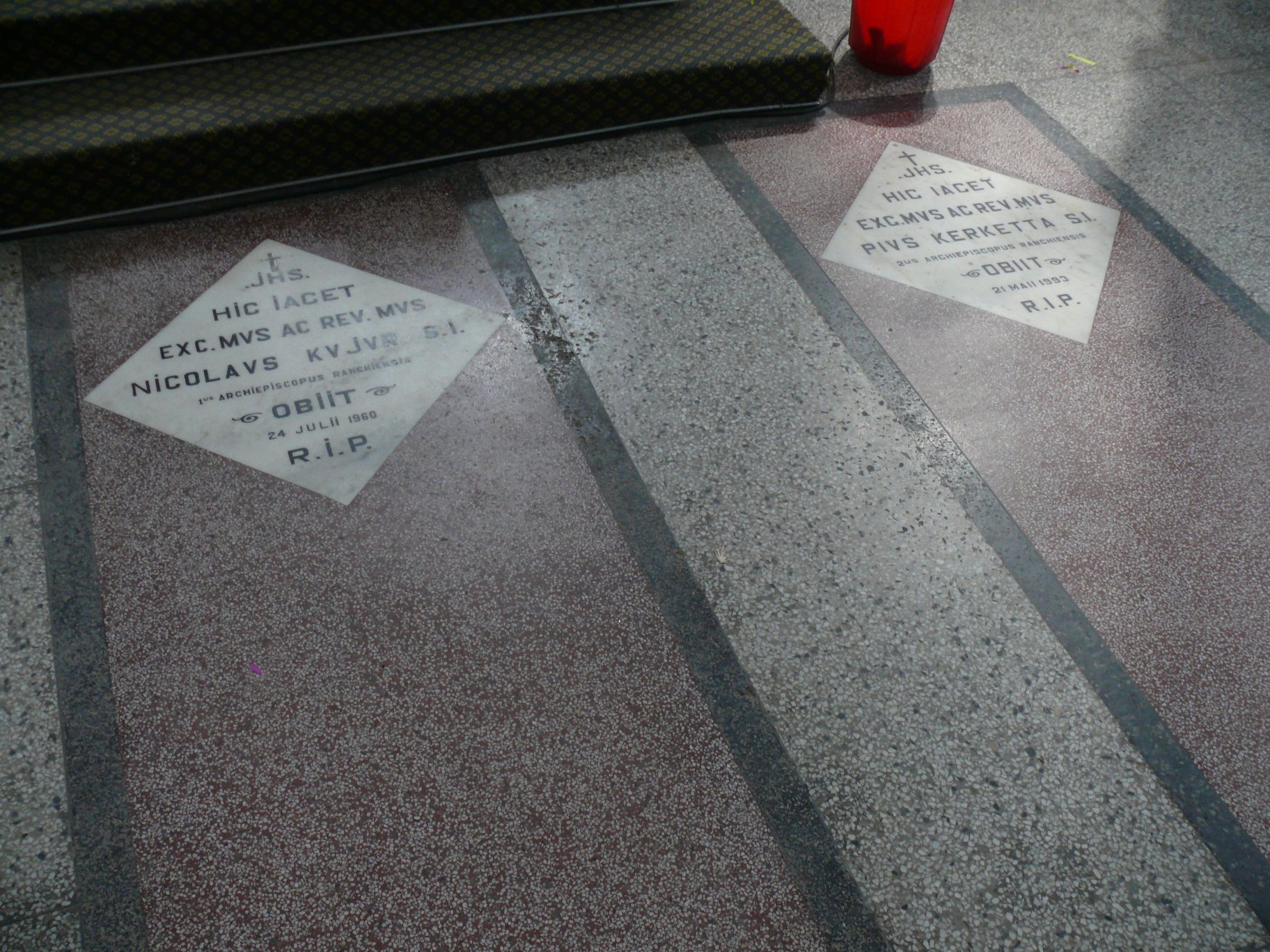
Les pierres tombales des deux premiers archevêques de Ranchi, Nicolas Kujur et Pius Kerketta (cathédrale de Ranchi)

Le 7 mars 1961, le pape Jean XXIII nomme le père Kerketta ‘archevêque de Ranchi’ au Bihar (aujourd’hui : Jharkhand’), succédant ainsi au premier évêque indigène de l’Inde, Nicolas Kujur, inopinément décédé le 25 juillet 1960. Le pape Jean XXIII le consacre évêque deux mois plus tard, à Rome, le 21 mai de la même année. Les évêques co-consécrateurs étaient Fulton J. Sheen, évêque auxiliaire de New York, et Edoardo Mason FSCJ, vicaire apostolique d’el Obeid (Soudan). Le nouvel évêque choisit comme devise le verset d’ouverture du psaume 27: « Dominus illuminatio mea » (« le Seigneur est ma lumière »)
Pius Kerketta participe aux quatre sessions du concile œcuménique Vatican II (1962-1965). 
Atteint par la limite d’âge, Pius Kerketta présente sa démission au pape Jean-Paul II qui l‘accepte le 7 aout 1985. Il meurt le 20 mai 1993 à l’hôpital de Mandar, près de Ranchi, au Jharkhand (Inde).